# Жагуарибі (мезорегіон)
Жагуарибі (порт. Mesorregião do Jaguaribe) — адміністративно-статистичний мезорегіон в Бразилії, входить в штат Сеара. Населення становить 526 133 чоловік на 2006 рік. Займає площу 18 451,033 км². Густота населення — 28,5 чол./км².

## Склад мезорегіону
В мезорегіон входять наступні мікрорегіони:
1. Серра-ду-Перейру
2. Байшу-Жагуарібі
3. Літорал-ді-Аракаті
4. Медіу-Жагуарібі

| Бразилія | Це незавершена стаття з географії Бразилії. Ви можете допомогти проєкту, виправивши або дописавши її. |